# João Cardoso
João Rodrigo Esteves Cardoso  (Uruguaiana, 25 de dezembro de 1939 — Porto Alegre, 23 de junho de 2019 ), mais conhecido como João Cardoso, foi um futebolista brasileiro que se destacou sobretudo no futebol argentino, onde defendeu Newell's Old Boys e a dupla rival da cidade de Avellaneda, Independiente e Racing, com o qual venceu a Taça Libertadores da América de 1967 (marcando um dos gols da finalíssima) e o Mundial daquele mesmo ano, nos únicos títulos racinguistas nessas competições.
Revelado pelo Grêmio, ele é precisamente o jogador brasileiro que mais clubes argentinos diferentes defendeu na primeira divisão. Desde 2015, é homenageado na torcida organizada de torcedores do Racing residentes no Brasil (abrangendo de brasileiros simpatizantes do clube a argentinos emigrados ao país vizinho), denominada "filial João Cardoso".

## Carreira

### Uruguaiana e Grêmio
Na juventude, insistia com o futebol mesmo ciente dos castigos físicos que poderia receber do pai, administrador do mercado municipal de Uruguaiana; Cardoso dizia-lhe que ainda viria a jogar pelo Grêmio. Após destacar-se em uma olimpíada militar, Cardoso foi aceito inicialmente no time da cidade, o Uruguaiana. Permaneceu por três meses: após destacar-se em amistoso contra o Grêmio, pôde cumprir o sonho de se juntar ao Tricolor, ainda que precisasse da intervenção materna contra a objeção do pai à transferência.
Estreou no time principal gremista ainda em 1959, com início promissor de três gols nos três primeiros jogos em que atuou no torneio citadino porto-alegrense; tratava-se de competição que servia de etapa classificatória ao campeonato gaúcho, ainda regionalizado - somente os campeões municipais ou regionais disputavam o estadual.
O Grêmio viria a vencer o título estadual de 1959 e também o de 1960, no qual acumulou um pentacampeonato gaúcho seguido.  Cardoso, porém, não encontrou espaço em um time que já contava para a sua posição de centroavante com os ídolos Gessy e Juarez; quando recebia oportunidades, costumava ser escalado de modo improvisado como ponta. Em 2010, chegou a se definir como "um reserva do ataque inteiro, então sempre conseguia jogar, porque alguém não podia. Mas por causa do Juarez, que era um grande centroavante e titularíssimo, eu acabei jogando muito pela ponta direita". Mesmo assim, diminuiu sua assiduidade em 1960, temporada em que foi utilizado principalmente em amistosos.
Seu principal momento no Grêmio viria exatamente em uma série de amistosos, ao longo de excursão feita pela Europa, entre março e junho de 1961. Marcou doze vezes e chegou a enfrentar inclusive Ferenc Puskás e o Real Madrid. Foi em excursão em 1961 na qual os jogos foram marcados gradualmente, inicialmente pela Grécia, onde os triunfos incluíram um em partida contra combinado local e despertaram interesse em jogos por França, Bélgica, Romênia, Bulgária, União Soviética e Alemanha Ocidental.
A equipe espanhola possuía amistoso marcado com o Sedan e, diante da desistência dos franceses, convidou os gremistas em partida que atraiu franceses e alemães para a fronteiriça Estrasburgo. Foi de Cardoso o gol dos brasileiros, empatando provisoriamente a partida em 1–1 , embora o próprio jogador preferisse outro lance na partida, no qual pôde aplicar um drible de chapéu no astro Alfredo Di Stéfano. O Real venceu por 4–1 e a partida voltou à tona em 2017, quando ambos os clubes se reencontraram no Mundial de Clubes desse ano.
Apesar do desempenho, Cardoso continuou sem oportunidades com o técnico Foguinho. No início de 1962, foi vendido ao Newell's Old Boys, então na segunda divisão argentina. Declarando gratidão ao Newell's e desgosto com a diretoria gremista, declararia que "O Newell's acreditou em mim, que era desconhecido na Argentina. Fui trocado, como se troca um cacho de banana". Quando os dois clubes se enfrentaram na Taça Libertadores da América de 2014, Cardoso também manifestou preferência por vitória dos argentinos, também em razão dos tricolores já terem sido campeões.

### Newell's Old Boys
Cardoso confessaria que desconhecia totalmente o futebol vizinho. Mas ali não sentiu-se sozinho; o Newell's Old Boys havia contratado outros sete brasileiros, na época em que o Brasil estava embalado com o bicampeonato mundial, ainda que seu companheiro de apartamento fosse Nelson López, que por sua vez defendeu os rivais Rosario Central e Internacional. O futebol gaúcho era uma fonte constante desde 1960, incluindo jogadores renomados como Juarez e Ivo Diogo. A equipe rosarina havia sido rebaixada pela única vez em sua história em 1960 e no ano seguinte havia assegurado de imediato o retorno ao vencer a segunda divisão, mas o título foi cassado após descobrir-se pagamentos a adversários do concorrente Quilmes. Cardoso assim reforçou a Lepra em nova disputa na segunda divisão. Em 1963, o clube ficou em sexto e não ascenderia, mas foi realocado na elite para a temporada de 1964 após obter sucesso em recurso contra o cancelamento do título e acesso de 1961.
Na primeira divisão de 1964, o brasileiro chegou a marcar um gol de falta sobre o campeão Boca Juniors, em empate em 1–1, além de também deixar um gol no Clásico Rosarino, empatado em 2–2. Já no torneio de 1965, novamente vencido pelo Boca, o brasileiro marcou em La Bombonera os dois gols rojinegros em novo empate com o campeão, abrindo (em cabeceio) e fechando (em chute rasteiro e cruzado) o placar do 2–2; também fez os dois de vitória por 2–0 sobre o Estudiantes de La Plata; também fez o único em vitória de 1–0 sobre o rival Rosario Central, em cabeceio após escanteio. Essa vitória acabaria ganhando relevo especial com o tempo por ter sido a única em que o Newell's conseguiu em clássicos realizados entre 1956 e 1980 no estádio rival, o Gigante de Arroyito.
Por causa desses dois gols em diferentes Clásicos Rosarinos, Cardoso afirmaria que em Rosario (cidade onde nasceriam seus filhos) costumava ser mais reconhecido por torcedores do Central dos que pelo do próprio Newell's. O do triunfo marcou a primeira vitória rubronegra no estádio do rival pelo clássico em nove anos, e também seria a última pelos quinze anos seguintes. Já a vitória sobre o Estudiantes ocorreu sobre um adversário reputado por ele como "um grande time de futebol", embora ríspido a ponto de protagonizar partidas descritas como "uma tragédia do pontapé inicial até terminar. Mas tinham grandes jogadores".  O brasileiro fez nove gols em 1965, suficientes para ser o artilheiro do elenco do Newell's; teria ainda sofrido dois pênaltis, executados por outros colegas, e contribuído também com duas assistências.
Cardoso ainda começou o campeonato argentino de 1966 defendendo o Newell's, pelo qual atuou nas quatro primeiras rodadas. Mas logo terminou contratado pelo Independiente, por sua vez bicampeão seguido da Taça Libertadores da América.

### Independiente
O negócio com o Independiente foi uma das maiores transferências do futebol argentino na época, definida já em março de 1966, envolvendo também a troca por Roque Avallay - que havia marcado um dos gols do Independiente nas finais da Libertadores de 1965. Cardoso teve uma boa estreia pelo novo clube, marcando um gol e aproveitando bola dada como perdida para dar passe para outro. O adversário era o Boca Juniors, em plena La Bombonera. O Rojo concorria com o Boca e também com o River Plate em um grupo-semifinal da Taça Libertadores da América de 1966, chegando perto de nova final seguida, impedida por derrota em jogo-desempate com o River.
Já no campeonato argentino de 1966, seu primeiro jogo pelo Independiente deu-se em 24 de abril, pela 8ª rodada, igualmente marcando: fechou a vitória de 4–0 sobre o Colón, aproveitando rebote do goleiro em falta cobrada por Luis Artime. Apesar disso e da campanha quase finalista na Libertadores, onde pôde marcar dois gols em seis partidas (sendo inclusive o primeiro estrangeiro a marcar gols pelo time em competições internacionais oficiais), Cardoso jogaria pouco pelo clube.
O brasileiro julgava-se no melhor momento da carreira, mas poucos meses após chegar machucou seriamente o pé a ponto de quase perdê-lo. No torneio argentino, como jogador do Independiente, terminou limitado a nove partidas e dois gols. Chegou a ausentar-se entre 26ª rodada, na primeira semana de setembro, e a 35ª, já na segunda semana de novembro - foi pela rodada final, na qual contribuiu com assistência para Artime no segundo gol, em triunfo de 2–0 em La Plata sobre o Gimnasia y Esgrima para a equipe treinada pelo também brasileiro Osvaldo Brandão. Contudo, o próprio Cardoso reconheceria que, após a lesão, já não conseguia recuperar a qualidade de outrora no clube, tendo perdido a forma no período de licença médica.
Ainda que se dedicasse por conta própria a recuperar o nível, Cardoso acabou negociado pelo clube com o arquirrival - o Racing, embora a negociação tenha sido contextualizada em 2015 pelo brasileiro como sem maiores controvérsias: "a transferência para o Racing foi discreta e tranquila, fui vendido normalmente, sem problema nenhum. Quando vieram falar comigo, já estavam acertados com o Independiente. Naquela época, até a rivalidade entre os clubes era normal. Quando a imprensa soube, eu já estava contratado pelo Racing. Naquela época, a rivalidade era normal, não se dava importância para estas mudanças de clube. Éramos bem vizinhos".
Ao todo, não pôde passar de quatorze partidas pelo Independiente, prejudicado também pela concorrência com Raúl Bernao, já um grande ídolo do clube.

### Racing

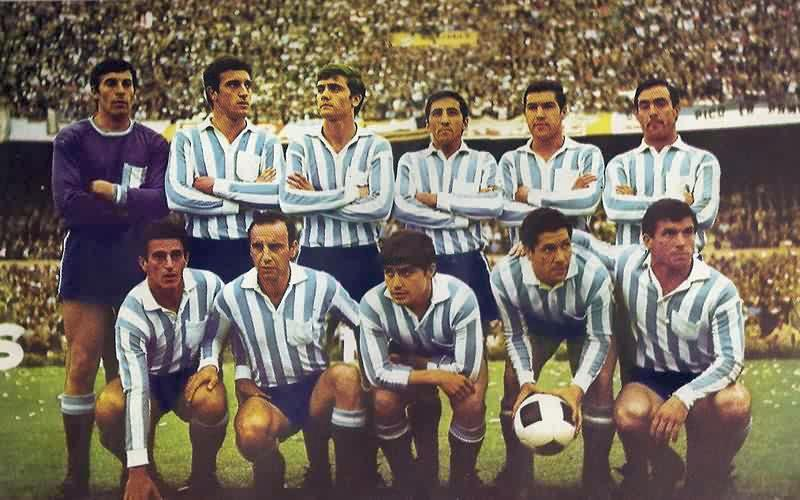
O Racing antes do segundo jogo do Mundial Interclubes de 1967, em Avellaneda. Cardoso é o primeiro agachado, da esquerda para a direita. Curiosamente, atrás dele está o goleiro Cejas, que, como ele, também foi jogador do Grêmio.

O Racing havia sido ainda em novembro o campeão argentino de 1966, no embalo de 39 jogos seguidos de invencibilidade, então um recorde no profissionalismo argentino. Porém, tivera lesionado o artilheiro da campanha, Jaime Martinoli. Cardoso acabou por ocupar a vaga de Martinoli e, ainda em dezembro de 1966, já começava a jogar amistosos pelo Racing recém-campeão, notadamente em uma vitória por 3–2 sobre o Bayern Munique, convidado para partida festiva na qual o La Academia inaugurava nova iluminação noturna do estádio racinguista. Os visitantes utilizaram Franz Beckenbauer, Gerd Müller e Sepp Maier, ao passo que Cardoso começou no banco de reservas e, embora não marcasse algum dos gols, seria o brasileiro justamente o eleito como o melhor em campo na ocasião - o que curiosamente renderia ao iniciante radialista Víctor Hugo Morales críticas internas por não nomeá-lo na narração. Indagado a respeito em 2015, o próprio Cardoso, contudo, declararia ter tido contra os alemães uma atuação apenas "normal", sem guardar maiores lembranças daquela partida.
Pelo Racing, Cardoso foi o ponta-direita titular no quinteto ofensivo com Humberto Maschio, Norberto Raffo, Juan Carlos Cárdenas e Juan José Rodríguez na campanha da Taça Libertadores da América de 1967, na qual o brasileiro contribuiu com três gols. Os dois primeiros, na fase inicial da edição mais longa do torneio, foram nos triunfos por 2–1 sobre o Bolívar na altitude de La Paz e por 4–1 sobre o Santa Fe na primeira fase, onde o time argentino também precisou superar um grande susto em Medellín - em turbulência de avião tão forte que a "sobrevivência" terminou por lhes encher de confiança pelo título; o trauma, porém, faria Cardoso (que descreveu que uma máquina de escrever de um jornalista teria chegado a ficar no ar) evitar novas viagens de avião após parar de jogar.
Além do susto, foi preciso também superar partidas ásperas por todo o continente. Cardoso as descreveria como "uma loucura. Tu eras maltratado, xingado, apedrejado. No campo, te atiravam pedra, garrafa. A polícia, em vez de cuidar da gente, batia também. A falta era marcada somente em caso de fratura exposta ou nariz quebrado". Gradualmente, conforme avançava na disputa continental, o Racing começava a utilizar escalações predominantemente reservas no campeonato argentino; Cardoso, que nesse contexto chegou a marcar os dois gols de vitória fora de casa por 2–0 sobre o Argentinos Juniors (um deles, de falta), costumava ser um dos raros titulares utilizados nessas ocasiões, uma delas a própria final do chamado Torneio Metropolitano, vencida pelo Estudiantes de La Plata na semana anterior ao início das finais da Libertadores.

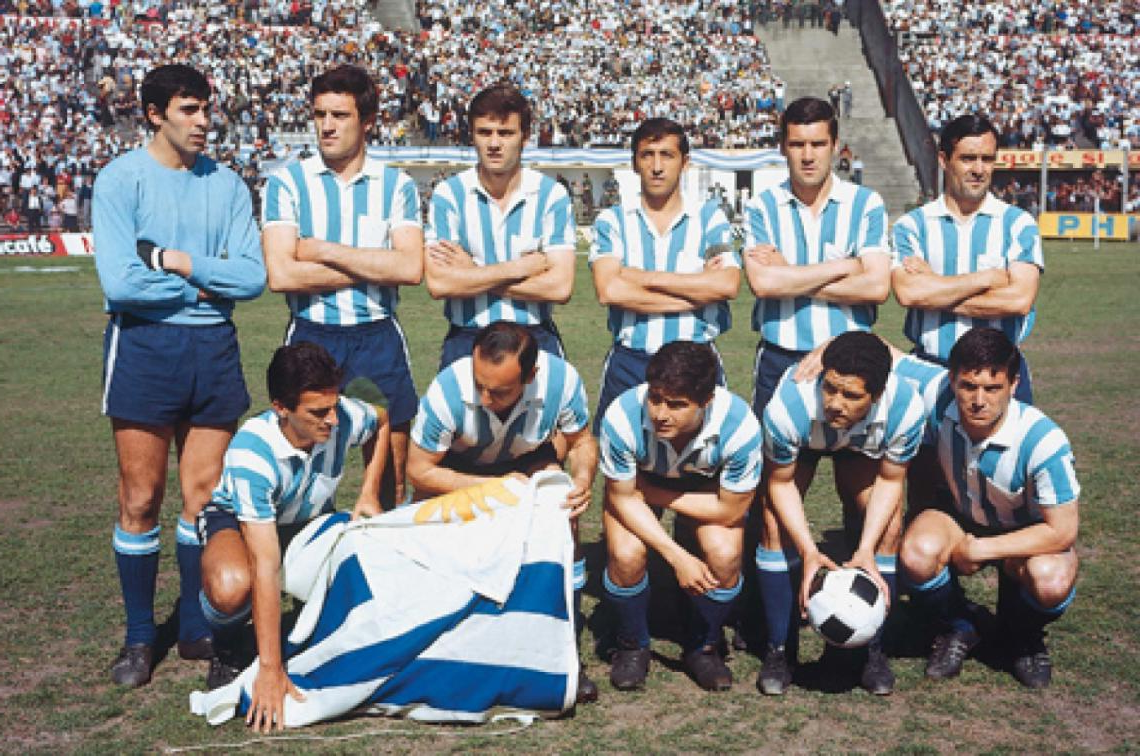
O Racing antes do terceiro jogo do Mundial Interclubes de 1967, em Montevidéu. Cardoso está justamente manuseando a bandeira do Uruguai, na ponta.

O terceiro gol do brasileiro veio exatamente na finalíssima com o Nacional, na neutra Santiago do Chile, logo aos 14 minutos. No lance, o brasileiro aproveitou-se que a defesa uruguaia prestou mais atenção em Alfio Basile e concluiu para o gol, em cabeceio em lance de tiro livre no qual venceu o goleiro Rogelio Domínguez - curiosamente, antigo ídolo do próprio Racing na década de 1950. Pouco depois os argentinos ampliaram para 2–0 e o técnico Pizzuti optou por guarnecer sua defesa. Como substituições só eram autorizadas no primeiro tempo, Cardoso saiu no minuto 39 para ser substituído por Fernando Parenti, a quem considerava um de seus melhores amigos no plantel.
A revista El Gráfico apontou que, sem Cardoso em campo no restante da finalíssima, o Racing perdia "em precisão de toque à meia distância" e em "facilidade para explorar lugares vazios", mas que o brasileiro precisara sair precocemente ao sentir cada vez mais cólicas decorrentes de ingestão de alguma refeição chilena mal preparada; reportou, inclusive, que Cardoso comemorava o título de modo relativamente contido nos vestiários, embora sorridente. Indagado pela reportagem a comentar o gol, limitou-se a declarar que "entramos juntos Basile e eu. Alcancei para testa-la antes… foi uma alegria enorme, sobretudo depois do gol que havia perdido sozinho frente a Domínguez" e voltou a seu canto, separando-se da festa geral dos colegas: a Academia tornava-se o segundo clube argentino a vencer a Libertadores, juntando-se ao rival Independiente, e poderia tornar-se o primeiro a ser campeão mundial; o vizinho havia perdido para a Internazionale nas suas duas tentativas, em 1964 e 1965. O adversário do Racing seria exatamente quem vencera sobre a própria Inter o título europeu de 1967, o Celtic.
Apesar do gol decisivo, Cardoso inicialmente não foi titular na disputa contra os escoceses, sem participar do jogo de ida, em Glasgow. Na derrota na Escócia, Miguel Ángel Mori lesionou-se e assim o brasileiro voltou ao time titular para a partida de volta, em Avellaneda. Os argentinos venceram no Cilindro e a decisão foi prolongada para um jogo extra três dias depois, em Montevidéu.
De desempenho avaliado como produtivo na segunda final, Cardoso foi mantido entre os titulares para a terceira e nela inclusive esteve perto de marcar um gol, aos 8 minutos, em lance frente ao goleiro John Fallon. Cárdenas faria o único gol, em chute de longa distância que tornou-se célebre, concluindo embates intensos a ponto de os britânicos terminarem às lágrimas pela derrota, apesar do torneio não ser tão valorizado pela sua mídia.
Quarenta anos depois, em 2007, Cardoso foi um dos convidados de honra para novo aniversário dessa conquista, cuja repercussão na Argentina fora tamanha que ultrapassou rivalidades, fazendo o próprio Independiente prestar homenagens solenes e pomposas no primeiro Clásico de Avellaneda após essa final.
Ele também foi procurado pela imprensa argentina nos dez anos do título nacional logrado pelo clube em 2001, onde foi encerrado um jejum de 35 anos sem títulos do Racing na primeira divisão. Relembrando a Equipo de José, declarou que "eram jogos duros. Juan José Pizzuti nos dirigia, mas nos ordenávamos sozinhos em campo. Às vezes, Roberto Perfumo gritava desde atrás. Mas na maioria das vezes quem ordenava era Humberto Maschio. Que jogador inteligente! 'Recue', dizia Maschio. 'Se meta e ocupe a tua direita', gritava. A chave é sempre conservar a bola o maior tempo possível, e depois fazer com ela algo produtivo. Todos falam do Barcelona, não? E o que fazem? Têm a bola o tempo todo. Não a largam. Não inventemos coisas raras, meu amigo, que não existem. Viu como eu falo pouco de futebol? As pessoas analisam e analisam e analisam como jogou equipe tal ou como jogou outra tal. Para mim é mais fácil. Ganhamos do Celtic. Conseguimos o Mundial. Sabe o que eu sou? Sou campeão do mundo. Volte aqui quando quiser".
Ao longo dos torneios argentinos de 1967, Cardoso foi o vice-artilheiro do elenco racinguista na soma de gols entre Metropolitano e Nacional: seis gols, abaixo dos nove de Raffo. Contudo, na temporada 1968 o brasileiro realizou somente cinco partidas, todas pelo Torneio Metropolitano, sem marcar. Oficialmente, Cardoso jogou 43 vezes pelo Racing, com nove gols marcados.

### Final
Em 1968, Cardoso voltou ao Brasil para defender o Náutico, mas ficou apenas quarenta dias na equipe de Recife. Regressou ainda em 1969 à Argentina para um breve retorno ao Newell's Old Boys antes de parar de jogar; reestreou na 5ª rodada e atuou em dez partidas, marcando dois gols e sofrendo também dois pênaltis executados por outros colegas.

## Após o futebol e morte
Após parar de jogar, chegou a treinar brevemente o Cruzeiro de Porto Alegre, seu único trabalho como técnico; tornou-se funcionário do Departamento Estadual de Portos, Rios e Canais, aposentando-se ali como fiel de armazém. Casado com Elaine do Canto desde os tempos de jogador, vivia de sua aposentadoria no bairro porto-alegrense da Tristeza, sem que o futebol de sua época lhe permitisse amealhar um padrão superior ao da classe média. Sua filha Claudia foi Diretora de Comunicação Institucional do Rio Grande do Sul no governo de Tarso Genro, falecendo em 2015.
João Cardoso faleceu em 23 de junho de 2019, pouco tempo após diversos outros ex-colegas do Racing campeão mundial: o goleiro Agustín Cejas falecera ainda em 2015  e o "marechal" Roberto Perfumo, em 2016. Desde então, o clube já havia lamentado pelo atacante reserva Néstor Rambert (morto em julho de 2017), por Jaime Martinoli (poucos dias após o aniversário de 50 anos do título, em novembro), pelo beque Rubén Díaz (janeiro de 2018), pelo capitão Oscar Martín (fevereiro de 2018) e pelo defensor Nelson Chabay (novembro de 2018).
Em nota oficial, o Racing descreveu João Cardoso como "um atacante com rapidez e potência em doses similares" e "peça fundamental na engenharia da Equipo de Jose´". O clube "se põe de pé para aplaudir uma figura que perdurará para sempre nas páginas mais gloriosas de sua história e no coração de sua torcida. (...) Gol importante entre todos os gols importantes que fez ao longo de sua carreira, o marcado em terras transandinas o catapultou rumo ao carinho eternos dos torcedores. (...) Além da já mencionada conquista da Taça Libertadores, também foi figura destacada para a obtenção do Mundial (...). O brasileiro foi titular naquela mítica final em terras uruguaias que se resolveu com o zurdazo imortal do Chango Juan Carlos Cárdenas. (...) Com o passo dos anos e consciente do peso significativo de sua figura na gloriosa história de nossa instituição, o clube o reconheceu em múltiplas ocasiões. E ele se aproximou do Cilindro para ser parte de várias homenagens pelo campeonato mundial. Do mesmo modo em que sempre lhe recordou, hoje o Racing lamenta de maneira insociável a sua perda, mas enaltece a memória de alguém que permanecerá para sempre e de maneira inquestionável dentro das páginas mais gloriosas da história académica. Como fez ao longo desse inesquecível 1967 com a bola nos pés, hoje Cardoso tocou definitivamente o céu com as mãos subido aos ventos da eternidade. Racing lhe despede com lágrimas nos olhos, mas ao mesmo tempo com um sorriso cheio de emoção e um sentido aplauso, enquanto diz em voz alta: 'até sempre, João'".
O clube também assim manifestou-se no twitter: "Até sempre, João Cardoso - campeão até a eternidade, herói de mil batalhas, teus gols ficarão para sempre na memória do Cilindro".

## Títulos

### Grêmio
- Campeonato Citadino de Porto Alegre: 1959 e 1960 [1]
- Campeonato Gaúcho: 1959 e 1960 [1]

### Racing
- Taça Libertadores da América: 1967 [1]
- Mundial Interclubes: 1967 [1]